# Khu rừng thần bí
Khu rừng thần bí (tựa gốc: The Spiderwick Chronicles) là một phim kỳ ảo phiêu lưu của Mỹ năm 2008 dựa trên loạt truyện bán chạy cùng tên của Holly Black và Tony DiTerlizzi. Phim do Mark Waters đạo diễn và có sự tham gia của Freddie Highmore, Sarah Bolger, Mary-Louise Parker, Martin Short, Nick Nolte và Seth Rogen. Lấy bối cảnh tại bang Spiderwick ở New England, phim kể về chuyến phiêu lưu của Jared Grace và gia đình cậu khi họ phát hiện ra một vùng đất dẫn tới tiên nữ, đồng thời phải chiến đấu với bọn yêu tinh và nhiều sinh vật huyền bí khác.